# Đại học Zielona Góra
Đại học Zielona Góra được thành lập ngày 1 tháng 9 năm 2001 bởi sự tổ hợp của Đại học Sư phạm Zielona Góra (thành lập năm 1971) và Đại học Kỹ thuật (thành lập năm 1965). Là một trong những Đại học trẻ nhất của Ba Lan. Các tòa nhà chính được tọa lạc tại 2 khu campus: "A" tại đường Podgórna và "B" tại đường Wojska Polskiego. Văn phòng hiệu trưởng đặt tại gần Old Town trên đường Licealna.

## Các khoa và đơn vị
- Faculty of Law
- Faculty of Medicine and Health Sciences
- Faculty of Arts
  - Institute of Music
  - Institute of Fine Arts
  - Department of Visual Arts
- Faculty of Biological Sciences
  - Department of Biology
  - Department of Molecular Biology
  - Department of Biotechnology
  - Department of Environmental Protection
  - Botanical Gardens
- Faculty of Civil and Environmental Engineering
  - Institute of Structural Engineering
  - Institute of Environmental Engineering
  - Institute of Biotechnology and Environmental Sciences
- Faculty of Economics and Management
  - Department of Human Resources Management in Organisations
  - Department of Visual Communications
  - Division of Controlling and Computer Applications in Economics
  - Division of Macroeconomics and Finance
  - Division of Marketing
  - Division of Public Safety Management
  - Division of Macroeconomics and Social Policy
  - Division of Management Psychology
  - Division of Public Administration Management
  - Division of Strategic Management
  - Division of Environment and Public Sector Economy Management
- Faculty of Education, Psychology and Sociology
  - Institute of Education and Psychology
  - Institute of Social Education
  - Institute of Sociology
  - Department of Media and Information Technologies
- Faculty of Electrical Engineering, Computer Science and Telecommunications
  - Institute of Control and Computation Engineering
  - Institute of Electrical Engineering
  - Institute of Electrical Metrology
  - Institute of Computer Engineering and Electronics
- Faculty of Humanities
  - Institute of Polish Philology
  - Institute of German Philology
  - Institute of Neophilology
  - Institute of History
  - Institute of Philosophy
  - Institute of Political Science
  - Teacher Training College of Foreign Languages
    - English Section
    - German Section
    - French Section
- Faculty of Mathematics, Computer Science and Econometrics
  - Division of Mathematical Analysis
  - Division of Numbers Theory and Mathematics Teaching
  - Division of Geometry
  - Division of Discrete Mathematics, Algebra and Computer Science
  - Division of Industrial Mathematics
  - Division of Functional Equations
  - Division of Mathematical Statistics and Econometrics
  - Division of Optimisation Methods and Theory
  - Division of Stochastic Processes and Control Theory
  - Division of Stochastic Processes and Probability Theory
- Faculty of Mechanical Engineering
  - Institute of Mechanical Engineering and Machine Operation
  - Institute of Computer Science and Production Management
  - Institute of Technical and Computer Education
- Faculty of Physics and Astronomy
  - Institute of Astronomy
  - Institute of Physics